# Campeonato Mundial de Natação em Piscina Curta de 2008
O Campeonato Mundial de Natação em Piscina Curta de 2008 foi a nona edição do Campeonato Mundial de Natação em Piscina Curta. Foi realizado na cidade de Manchester, no Reino Unido, de 9 a 13 de abril.

## Quadro de Medalhas
| #  | País           | Gold. | Silver. | Bronze. | Total |
| -- | -------------- | ----- | ------- | ------- | ----- |
| 1  | Estados Unidos | 10    | 6       | 1       | 17    |
| 2  | Austrália      | 8     | 9       | 2       | 19    |
| 3  | Países Baixos  | 4     | 4       | 1       | 9     |
| 4  | Zimbabwe       | 4     | 0       | 1       | 5     |
| 5  | Reino Unido    | 3     | 10      | 11      | 24    |
| 6  | Rússia         | 3     | 1       | 5       | 9     |
| 7  | Ucrânia        | 2     | 3       | 2       | 7     |
| 8  | Croácia        | 2     | 0       | 2       | 4     |
| 9  | África do Sul  | 1     | 1       | 4       | 6     |
| 10 | Eslovênia      | 1     | 1       | 0       | 2     |
| 11 | Nova Zelândia  | 1     | 0       | 1       | 2     |
| 12 | Áustria        | 1     | 0       | 0       | 1     |
| 13 | Itália         | 0     | 2       | 2       | 4     |
| 14 | Espanha        | 0     | 1       | 2       | 3     |
| 15 | Finlândia      | 0     | 1       | 1       | 2     |
| 16 | China          | 0     | 1       | 0       | 1     |
|    | Roménia        | 0     | 1       | 0       | 1     |
| 18 | Polónia        | 0     | 0       | 2       | 2     |
| 19 | Grécia         | 0     | 0       | 1       | 1     |
|    | Suécia         | 0     | 0       | 1       | 1     |

## Resultados
| Evento            | Ouro                                                                                   | Tempo    | Prata                                                                                    | Tempo    | Bronze                                                                                  | Tempo    |
| Livre             |                                                                                        |          |                                                                                          |          |                                                                                         |          |
| 50 m Masculino    | Duje Draganja                                                                          | 20"81    | Mark Foster                                                                              | 21"31    | Gerhard Zandberg                                                                        | 21"33    |
| 50 m Feminino     | Marleen Veldhuis                                                                       | 23"25    | Hinkelien Schreuder                                                                      | 23"83    | Francesca Halsall                                                                       | 24"11    |
| 100 m Masculino   | Nathan Adrian                                                                          | 46"67    | Filippo Magnini                                                                          | 46"70    | Duje Draganja                                                                           | 46"83    |
| 100 m Feminino    | Marleen Veldhuis                                                                       | 52"17    | Francesca Halsall                                                                        | 52"79    | Hanna-Maria Seppala                                                                     | 52"94    |
| 200 m Masculino   | Kenrick Monk                                                                           | 1'43"46  | Kirk Palmer                                                                              | 1'43"50  | Massimiliano Rosolino                                                                   | 1'44"23  |
| 200 m Feminino    | Kylie Palmer                                                                           | 1'54"41  | Femke Heemskerk                                                                          | 1'54"65  | Caitlin McClatchey                                                                      | 1'55"15  |
| 400 m Masculino   | Yuriy Prilukov                                                                         | 3'37"35  | Massimiliano Rosolino                                                                    | 3'39"60  | Robert Renwick                                                                          | 3'40"22  |
| 400 m Feminino    | Kylie Palmer                                                                           | 3'59"23  | Camelia Potec                                                                            | 4'01"06  | Joanne Jackson                                                                          | 4'01"11  |
| 800 m Feminino    | Rebecca Adlington                                                                      | 8'08"25  | Kylie Palmer                                                                             | 8'12"32  | Erika Villaecija                                                                        | 8'13"93  |
| 1 500 m Masculino | Yuriy Prilukov                                                                         | 14'22"98 | David Davies                                                                             | 14'36"30 | Mateusz Sawrymowicz                                                                     | 14'43"37 |
| 4x100 m Masculino | Estados Unidos · Ryan Lochte · Bryan Lundquist · Nathan Adrian · Doug Van Wie          | 3'08"44  | Países Baixos · Robert Lijesen · Bas van Velthoven · Mitja Zastrow · Robin van Aggele    | 3'09"18  | Suécia · Petter Stymne · Stefan Nystrand · Lars Frölander · Marcus Piml                 | 3'10"04  |
| 4x100 m Feminino  | Países Baixos · Hinkelien Schreuder · Femke Heemskerk · Inge Dekker · Marleen Veldhuis | 3'29"42  | Austrália · Alice Mills · Shayne Reese · Kelly Stubbins · Angie Bainbridge               | 3'32"00  | Reino Unido · Francesca Halsall · Caitlin McClatchey · Julia Beckett · Melanie Marshall | 3'32"88  |
| 4x200 m Masculino | Austrália · Kirk Palmer · Grant Brits · Nicholas Sprenger · Kenrick Monk               | 6'55"65  | Reino Unido · Robert Renwick · David Carry · Andrew Hunter · Ross Davenport              | 6'56"52  | Itália · Emiliano Brembilla · Massimiliano Rosolino · Nicola Cassio · Filippo Magnini   | 6'58"39  |
| 4x200 m Feminino  | Países Baixos · Inge Dekker · Femke Heemskerk · Marleen Veldhuis · Ranomi Kromowidjojo | 7'38"90  | Reino Unido · Joanne Jackson · Melanie Marshall · Caitlin McClatchey · Rebecca Adlington | 7'38"96  | Austrália · Bronte Barratt · Angie Bainbridge · Kelly Stubbins · Kylie Palmer           | 7'39"01  |
| Borboleta         |                                                                                        |          |                                                                                          |          |                                                                                         |          |
| 50 m Masculino    | Adam Pine                                                                              | 22"78    | Sergii Breus                                                                             | 22"86    | Evgeny Korotyshkin                                                                      | 22"94    |
| 50 m Feminino     | Felicity Galvez                                                                        | 25"32    | Hinkelien Schreuder                                                                      | 25"40    | Inge Dekker                                                                             | 25"60    |
| 100 m Masculino   | Peter Mankoc                                                                           | 50"04    | Adam Pine                                                                                | 50"54    | Nikolay Skvortsov                                                                       | 50"78    |
| 100 m Feminino    | Felicity Galvez                                                                        | 55"89    | Rachel Komisarz                                                                          | 56"32    | Jemma Lowe                                                                              | 56"84    |
| 200 m Masculino   | Moss Burmester                                                                         | 1'51"05  | Nikolay Skvortsov                                                                        | 1'51"83  | Pawel Korzeniowski                                                                      | 1'52"25  |
| 200 m Feminino    | Mary Descenza                                                                          | 2'04"27  | Felicity Galvez                                                                          | 2'04"90  | Jessica Dickons                                                                         | 2'05"09  |
| Costas            |                                                                                        |          |                                                                                          |          |                                                                                         |          |
| 50 m Masculino    | Peter Marshall                                                                         | 23"49    | Liam Tancock                                                                             | 23"53    | Ashley Delaney                                                                          | 23"57    |
| 50 m Feminino     | Sanja Jovanovic                                                                        | 26"37    | Chang Gao                                                                                | 26"70    | Kateryna Zubkova                                                                        | 26"81    |
| 100 m Masculino   | Liam Tancock                                                                           | 50"14    | Randall Bal                                                                              | 50"42    | Stanislav Donets                                                                        | 50"53    |
| 100 m Feminino    | Kirsty Coventry                                                                        | 57"10    | Kateryna Zubkova                                                                         | 57"15    | Sanja Jovanovic                                                                         | 57"80    |
| 200 m Masculino   | Markus Rogan                                                                           | 1'47"84  | Ryan Lochte                                                                              | 1'47"91  | Stanislav Donets                                                                        | 1'50"45  |
| 200 m Feminino    | Kirsty Coventry                                                                        | 2'00"91  | Elizabeth Simmonds                                                                       | 2'02"60  | Margaret Hoelzer                                                                        | 2'03"85  |
| Peito             |                                                                                        |          |                                                                                          |          |                                                                                         |          |
| 50 m Masculino    | Oleg Lisogor                                                                           | 26"46    | Mark Gangloff                                                                            | 26"54    | Cameron van der Burgh                                                                   | 26"67    |
| 50 m Feminino     | Jessica Hardy                                                                          | 29"58    | Kate Haywood Sarah Katsoulis                                                             | 30"35    | -                                                                                       | -        |
| 100 m Masculino   | Igor Borysik                                                                           | 57"74    | Cameron van der Burgh                                                                    | 57"92    | Oleg Lisogor                                                                            | 58"08    |
| 100 m Feminino    | Jessica Hardy                                                                          | 1'04"22  | Jade Edmistone                                                                           | 1'04"93  | Suzaan van Biljon                                                                       | 1'05"38  |
| 200 m Masculino   | Kristopher Gilchrist                                                                   | 2'06"18  | Igor Borysik                                                                             | 2'06"21  | William Diering                                                                         | 2'06"85  |
| 200 m Feminino    | Suzaan van Biljon                                                                      | 2'18"73  | Sally Foster                                                                             | 2'20"11  | Yuliya Efimova                                                                          | 2'20"48  |
| Medley            |                                                                                        |          |                                                                                          |          |                                                                                         |          |
| 100 m Masculino   | Ryan Lochte                                                                            | 51"15    | Peter Mankoc                                                                             | 52"21    | Liam Tancock                                                                            | 52"22    |
| 100 m Feminino    | Shayne Reese                                                                           | 59"58    | Hanna-Maria Seppala                                                                      | 59"62    | Kirsty Coventry                                                                         | 59"77    |
| 200 m Masculino   | Ryan Lochte                                                                            | 1'51"56  | Liam Tancock                                                                             | 1'53"10  | James Goddard                                                                           | 1'55"15  |
| 200 m Feminino    | Kirsty Coventry                                                                        | 2'06"13  | Mireia Belmonte                                                                          | 2'07"47  | Hannah Miley                                                                            | 2'08"79  |
| 400 m Masculino   | Ryan Lochte                                                                            | 4'03"21  | Robert Margalis                                                                          | 4'03"74  | Ioannis Drymonakos                                                                      | 4'05"11  |
| 400 m Feminino    | Kirsty Coventry                                                                        | 4'26"52  | Hannah Miley                                                                             | 4'27"27  | Mireia Belmonte                                                                         | 4'27"55  |
| 4x100 m Masculino | Rússia · Stanislav Donets · Sergey Geybel · Evgeny Korotyshkin · Alexander Sukhorukov  | 3'24"29  | Estados Unidos · Randall Bal · Mark Gangloff · Ryan Lochte · Nathan Adrian               | 3'24"38  | Nova Zelândia · Daniel Bell · Glenn Snyders · Corney Swanepoel · Cameron Gibson         | 3'27"15  |
| 4x100 m Feminino  | Estados Unidos · Margaret Hoelzer · Jessica Hardy · Rachel Komisarz · Kara Denby       | 3'51"36  | Austrália · Rachel Goh · Sarah Katsoulis · Felicity Galvez · Alice Mills                 | 3'52"01  | Reino Unido · Elizabeth Simmonds · Kate Haywood · Jemma Lowe · Francesca Halsall        | 3'53"02  |